# Kritische Ausgabe
Der Begriff kritische Ausgabe wird häufig als Kurzform für „historisch-kritische Ausgabe“ benutzt. Er bezeichnet außerdem allgemein Editionen von Texten oder Musikwerken, die sehr genau nach philologischen Standards ediert wurden. 